# Медич-Торе (Кунео)
Медич-Торе је насеље у Италији у округу Кунео, региону Пијемонт.
Према процени из 2011. у насељу је живело 42 становника. Насеље се налази на надморској висини од 763 м.